# Ful·lerè

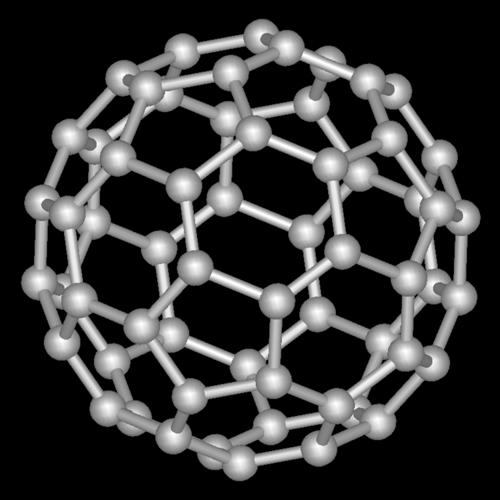
Representació tridimensional del ful·lerè

Aquesta animació d'un nanotub en rotació mostra la seva estructura 3D

Els ful·lerens són la tercera forma més estable del carboni, després del diamant i del grafit. Van ser descoberts fa poc, i s'han tornat molt populars entre els químics, tant per la seva bellesa estructural com per la seva versatilitat per a la síntesi de nous compostos, ja que es presenten en forma d'esferes, el·lipsoides o cilindres. Els ful·lerens esfèrics gairebé sempre tenen el nom de buckyesferes i els cilíndrics, el de nanotubs. Tenen aquest nom de Buckminster Fuller, que va crear amb èxit la cúpula geodèsica en l'arquitectura.

## El ful·lerè C60
El ful·lerè més conegut és el bucksminsterful·lerè. Es tracta del ful·lerè de C60 més petit. L'estructura d'un C60 és la d'un icosàedre truncat (la forma de les pilotes de futbol), constituït per 20 hexàgons i 12 pentàgons, amb un àtom de carboni en cada un dels vèrtexs i un enllaç al llarg de cada aresta.
Diversos estudis han trobat que el ful·lerè C60 pot tindre diverses aplicacions biomèdiques. Un estudi trobà que augmentava notablement la longevitat en rates.

## Altres ful·lerens
El ful·lerè C20 no té hexàgons, solament 12 pentàgons, mentre que el C70, té 12 pentàgons, però té més hexàgons, per tant, la seva forma s'assembla a una pilota de rugbi.
Actualment físics alemanys estan desenvolupant el ful·lerè C80, que és més dur que el diamant. Igual que el diamant està basat en el carboni, però la seva estructura cristal·lina és diferent. És un agregat de nanobastons de carboni. Els agregats de nanobastons tenen un mòdul de 491 gigapascals (GPa) de duresa, mentre que el diamant és de 442 GPa.

## El buckminsterful·lerè a les arts plàstiques

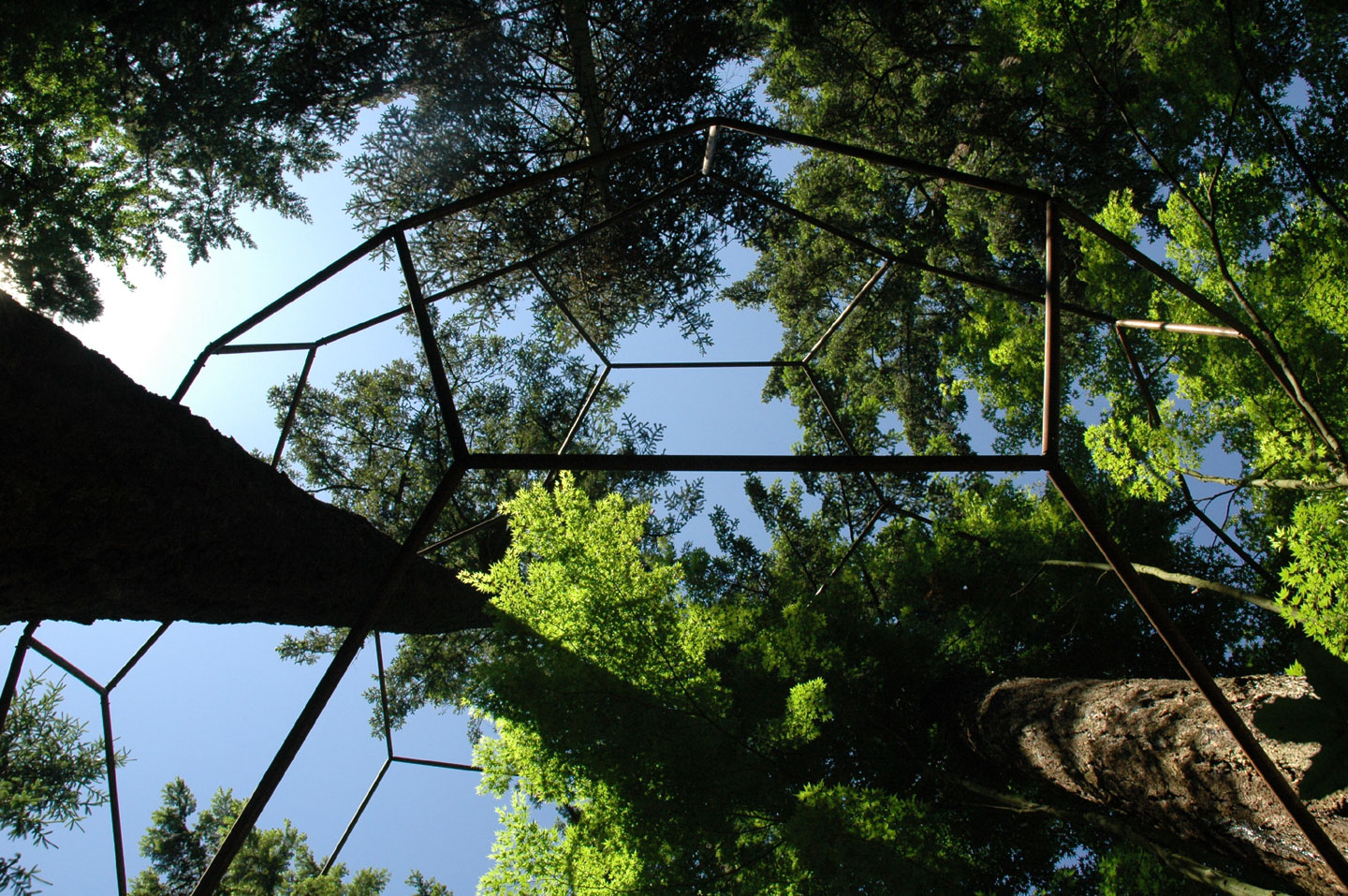
Quantum Reality (Large Buckyball around Trees)

El físic que es va transformar en artista Julian Voss-Andreae ha creat diverses escultures que simbolitzen la dualitat ona-partícula en els buckminsterful·lerens. Voss-Andreae va participar en investigacions realitzades per demostrar que objectes tan grans com els buckminsterful·lerens també obeeixen a les peculiars lleis de la física quàntica. Després d'això, Voss-Andreae va decidir canviar la seva professió per convertir-se en artista de temps complet. Des de llavors ha dissenyat objectes com ara l'estructura de bronze de 60 centímetres de diàmetre anomenada "Buckyesfera Quàntica" (2004) que consisteix en quatre buckyesferes niades. La seva escultura més gran obtinguda de ful·lerens s'ubica en un parc privat a Portland, Oregon (Estats Units). Quantum Reality (Gran Buckyesfera Envoltada d'Arbres) (2007) és una estructura d'acer de 9 metres de diàmetre travessada per diversos arbres que creixen lliurement enmig d'ella i la sostenen en l'aire just per sobre de l'abast dels braços.